# イチゴスプーン
イチゴスプーンまたはイチゴ用スプーン（Strawberry Spoon）は、イチゴ用のスプーン。日本独自のアイテムである。

## 概要
頭部の蓋の部分が皿状（平坦）になっていて、イチゴを押しつぶしやすい形状をしている。平らな部分にはイチゴの実の粒がレリーフで表現してある。ハンドルはティースプーンと同じである。
かつては、イチゴに練乳や砂糖をかけて食べることが多く、イチゴスプーンは果汁や練乳で手や口の周りを汚さず、すべらずイチゴを潰すのに便利で、また、練乳や砂糖をイチゴにからめやすく、さらに、汁気も残さず綺麗に食べるのに便利であった。しかし、近年ではイチゴの品種改良が進み、イチゴ自体の味がよくなったため、練乳や砂糖で味を調えることはほとんどなくなり、イチゴスプーンを使うことは少なくなってきている。
イチゴスプーンを初めて開発したのは、新潟県燕市の金属器洋食メーカーであり、1960年（昭和35年）のことであった。一時期は燕市全体で年間15万~30万本製造される、大ヒット商品となった。
開発に際しては、最初の試作品はスプーンの皿の部分が平らなものであったという。これに職人がイチゴの種をヒントに突起をつけることを思いつき、その後も試行錯誤して、直線状ではなく微妙に突起の位置をずらしながら並べるという、現状のデザインが編み出された。
イチゴスプーンをイチゴを食すために使用すること自体は減っているが、イチゴスプーン自体の需要はなくなっていない。食べ物をしっかり固定して押しつぶすのに適した形状をしており、介護食や離乳食を食べる場面ではなおも便利さを失っていないからである。